# Rudolf Eckert (Gewerkschafter)
Rudolf („Rudi“) Eckert (* 15. Juni 1911 in Potschappel; † 19. Juli 1952 in Leipzig) war ein deutscher Politiker (SPD/SED) und Gewerkschafter. Er war Vorsitzender des FDGB-Landesvorstandes Sachsen.

## Leben
Eckert, Sohn eines Maurers, absolvierte nach der Volksschule ebenfalls eine Lehre zum Maurer. Anschließend war er im Beruf tätig. Später besuchte er die Technischen Lehranstalten Dresden, an denen er 1938 die Prüfung zum Techniker des Hoch- und Tiefbaus ablegte.
Seit 1926 war er Mitglied des Deutschen Baugewerksbundes (DBB), seit 1929 der SPD. Er war Jugendleiter des DBB sowie Gemeinderatsmitglied in Gittersee. Zwischen 1941 und 1945 leistete er Kriegsdienst in der Wehrmacht.
Nach 1945 erneut Mitglied der SPD, wurde er 1946 Mitglied der SED. Ab Oktober 1945 war Eckert hauptamtlich für den Freien Deutschen Gewerkschaftsbund (FDGB) tätig. Von Dezember 1945 bis August 1952 gehörte er als Mitglied dem FDGB-Landesvorstand Sachsen an. Ab Januar 1946 war er Zweiter, von Mai 1947 bis Oktober 1948 Erster Vorsitzender des FDGB-Landesvorstandes Sachsen. 1947/48 gehörte er auch dem FDGB-Bundesvorstand an.
Von 1946 bis 1950 war Eckert Mitglied des Sächsischen Landtags und dort Vorsitzender des Ausschusses für Wirtschaft und Verkehr, von März bis Oktober 1948 war er zudem Mitglied des Volksrats (MdVR).
Nach heftigen innerparteilichen Angriffen trat er im Oktober 1948 von seinen gewerkschaftlichen Funktionen zurück und legte sein Volksratsmandat nieder. Anschließend übernahm Eckert eine leitende Funktion in der volkseigenen Bauwirtschaft in Sachsen.
Er starb 1952 an den Folgen eines Autounfalles. Er war verheiratet und hat eine Tochter und einen Sohn.